# Spin the Black Circle
"Spin the Black Circle" is een nummer van de Amerikaanse rockband Pearl Jam. Het werd in november 1994 als eerste single vrijgegeven van het derde studio-album van de band: Vitalogy. Het nummer bereikte #11 op de Amerikaanse Billboard Modern Rock Tracks lijst en #18 op de Amerikaanse Billboard Hot 100 lijst. Het was de eerste hitnotering van Pearl Jam in de Hot 100 lijst.
Het nummer gaat over de passie van de bandleden voor grammofoonplaten. Tijdens een show in 2003 in de Amerikaanse staat Virginia zei zanger Eddie Vedder over het nummer: "This song is about old records, old records, anyone remember old records?".
De tekst speelt in op overeenkomsten tussen drugsverslaving en verslaving aan grammofoonplaten en muziek. Jon Pareles van The New York Times heeft Spin the Black Circle omschreven als "one of the few songs from Seattle in which a needle has nothing to do with heroin”.
Spin the Black Circle is een van de meest woeste nummers van de band. Bassist Jeff Ament zei hierover: “When we wrote "Spin the Black Circle"...I was like, 'Ugh!'. I can play the entire Dead Kennedys back catalogue! I didn't really want to make music like that at that time”.
In 1996 won het nummer een Grammy Award, de enige Grammy Award die de band heeft gewonnen. Bij de aanname van de prijs zei zanger Eddie Vedder: “I don't know what this means. I don't think it means anything”.
Sinds de herfst van 2011 is er een lokaal radioprogramma op het Friese Smelnefm dat de naam Spin the Black Circle heeft als ode aan het zwarte vinyl, het nummer van Pearl Jam en de down to earth teksten van Eddie Vedder. De radioshow heeft wekelijks aandacht voor alternatieve muziek die niet of minder aan bod komt op reguliere zenders.